# Cyperus albostriatus
Cyperus albostriatus là một loài thực vật có hoa trong họ Cói. Loài này được Schrad. mô tả khoa học đầu tiên năm 1832.

## Hình ảnh

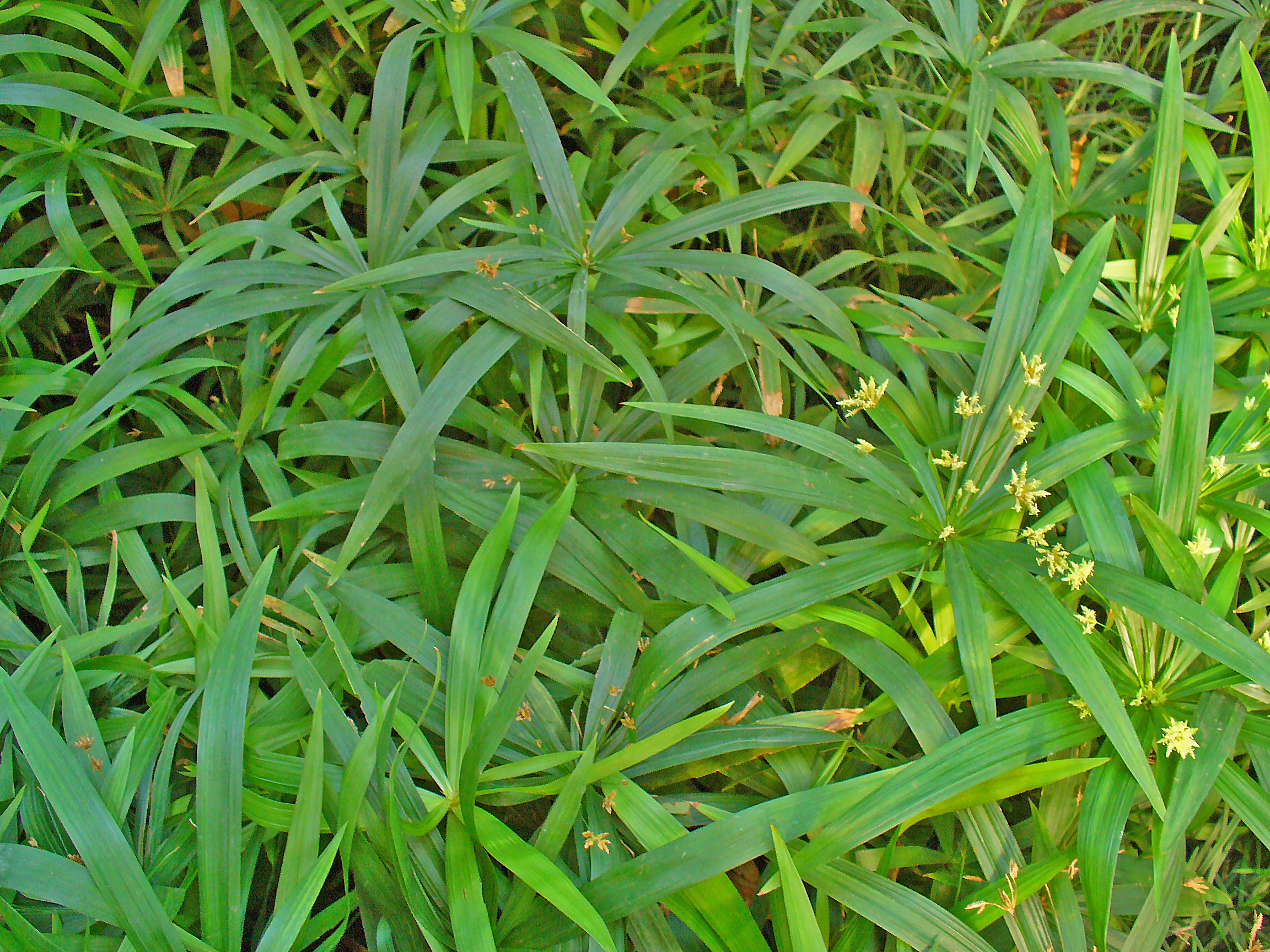
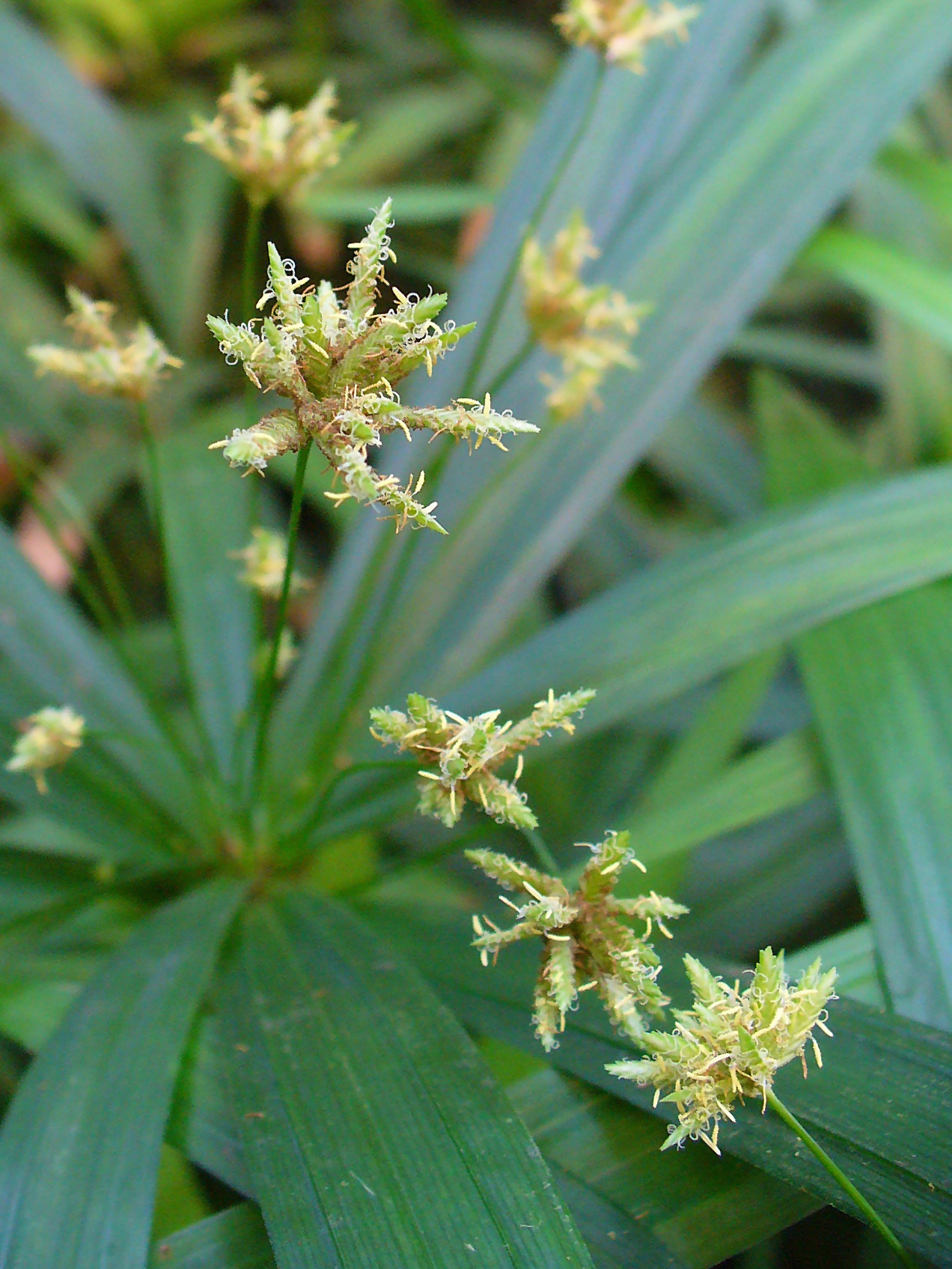
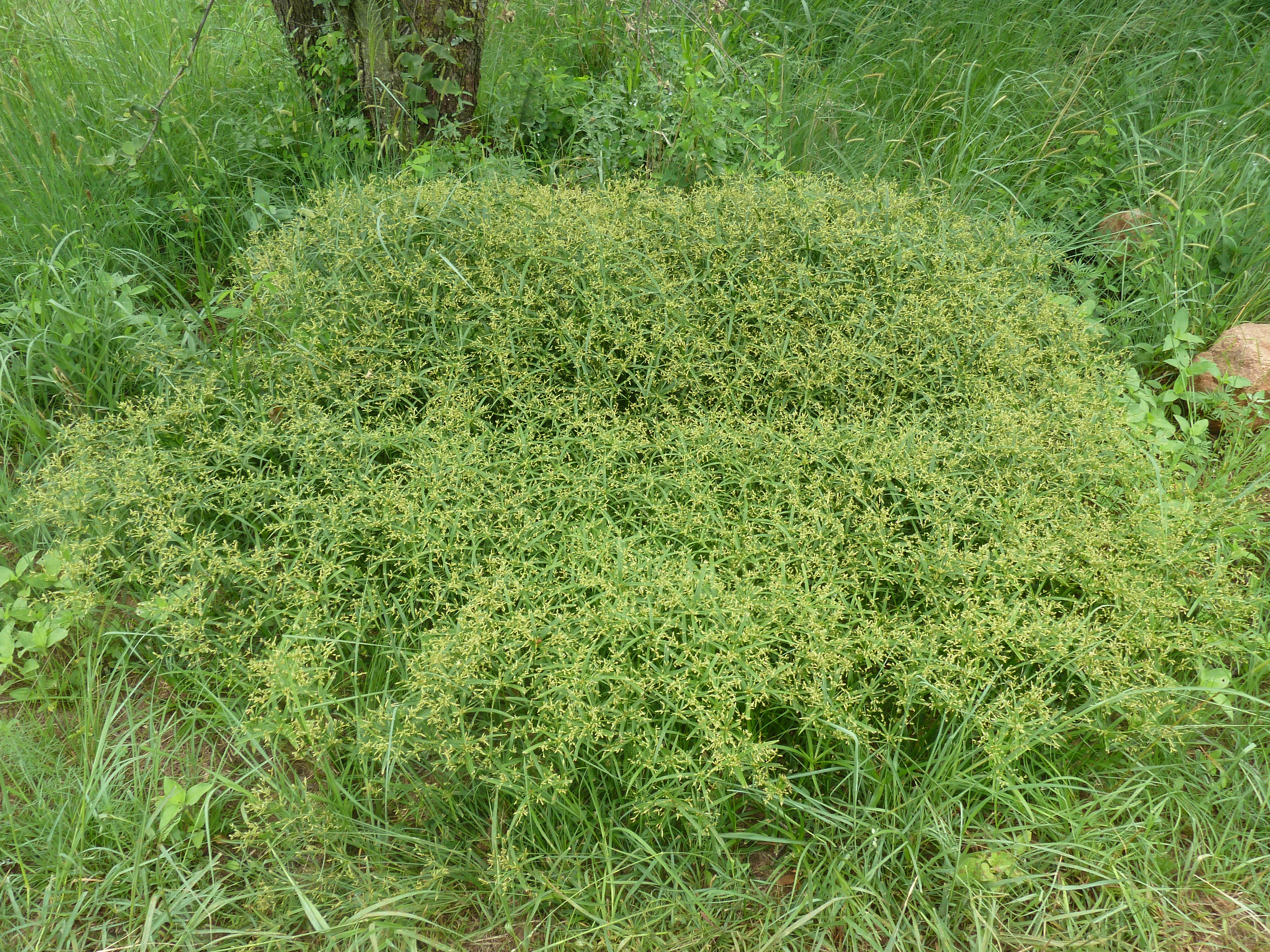
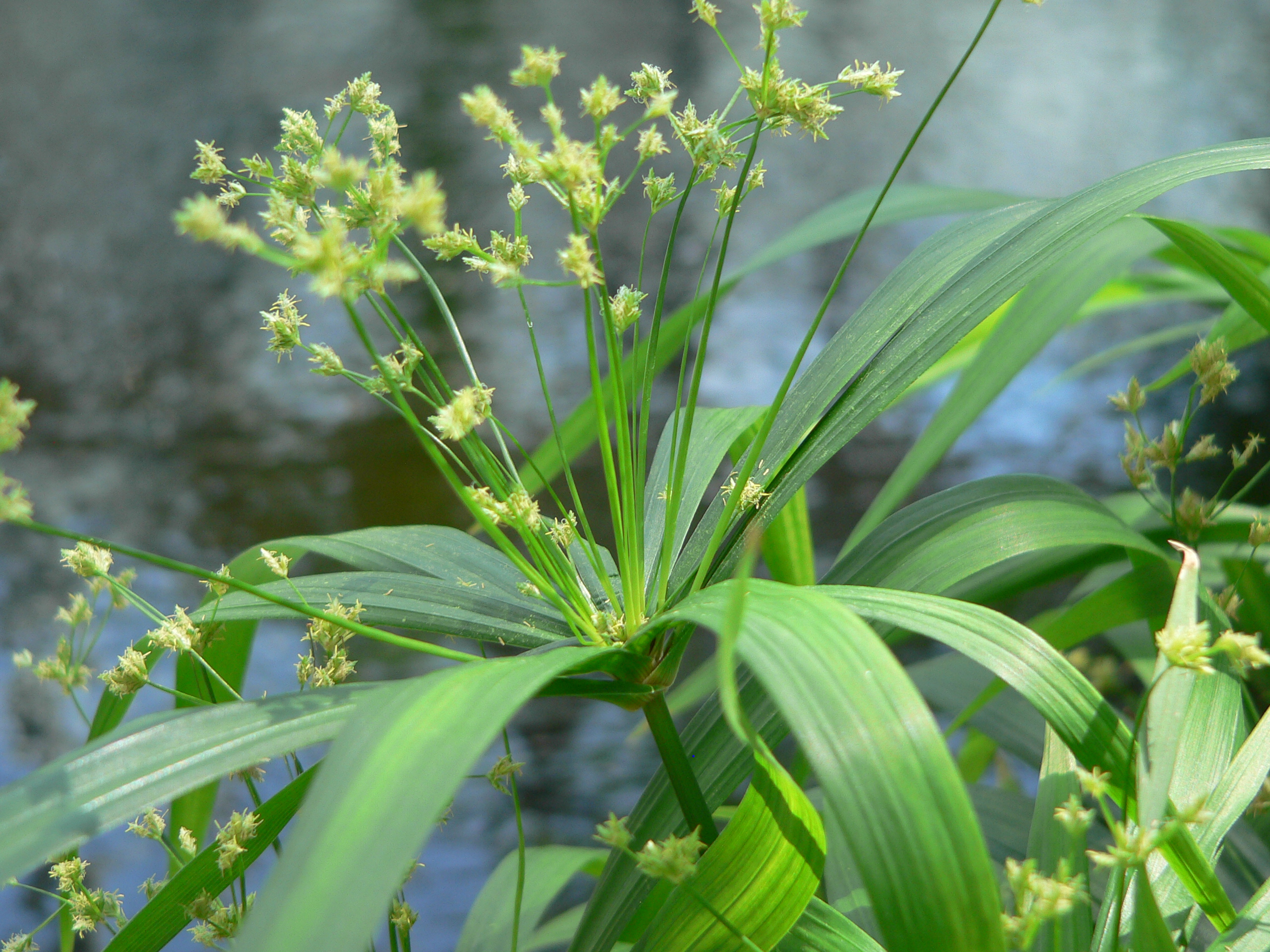